# Kim Eli
Kim Kyoungjae (em coreano: 김경재) (13 de março de 1991, Washington, D.C., Estados Unidos), popularmente conhecido como Eli Kim, é um cantor coreano-americano e um dos sete membros da boy band coreana U-KISS da NH Media. Eli é muito bem conhecido como um trainee de taekwondo e kung-fu. Ele é o rapper principal do grupo e um dos três membros de língua inglesa do U-KISS juntamente com AJ e Kevin (e o ex-membro Alexander).
Eli fez uma dupla com AJ na sub-unidade uBEAT em 2013.
Eli casou-se em junho de 2014 com sua namorada com quem estava em um relacionamento a 5 anos. Em 04 dezembro (dia 05 na Coreia) de 2015 revelou aos fãs que havia se casado e que ele e a esposa estão esperando um bebê. A previsão é que o bebê nasça no verão do hemisfério norte.